# Mallinella meriani
Mallinella meriani là một loài nhện trong họ Zodariidae.
Loài này thuộc chi Mallinella. Mallinella meriani được Robert Bosmans & Hillyard miêu tả năm 1990.